# Space monkeys
Space monkeys er en animationsfilm instrueret af Jan Rahbek.

## Handling i filmen
En erfaren rumskibskaptajn lander med sin assistent på en uudforsket planet. Missionen er enkel: En planteprøve skal hentes. Men bag planetens fredsommelige ydre gemmer der sig mystiske og dragende kræfter. Snart er makkerparret på vildspor. Det udvikler sig til en bizar kamp mellem liv og død med planetens indfødte.